# Besse-et-Saint-Anastaise
Besse-et-Saint-Anastaise is een gemeente in het Franse departement Puy-de-Dôme (regio Auvergne-Rhône-Alpes). De plaats maakt deel uit van het arrondissement Issoire. Besse-et-Saint-Anastaise telde op 1 januari 2022 1.445 inwoners.

## Geschiedenis
Besse ontstond in de twaalfde eeuw. Het was een bezit van het huis La Tour d’Auvergne die in de dertiende stadsrechten verleenden aan Besse. De stad leefde van de handel (graan, kaas) en werd bestuurd door twee consuls die jaarlijks werden verkozen. In de vijftiende eeuw kreeg Besse een stadsomwalling. In de zestiende eeuw werd Besse een bezit van koningin Catharina de' Medici.
Bij de oprichting van het departement Puy-de-Dôme in 1790 was Besse een van de acht districten waarin het departement was opgedeeld. Besse werd toen verenigd met de naburige parochie Chandèze en vormde de gemeente Besse-en-Chandesse. In 1793 werd de gemeente Saint-Anastaise gevoegd bij deze gemeente, en werd de naam Besse-et-Saint-Anastaise ingevoerd.

## Geografie
De oppervlakte van Besse-et-Saint-Anastaise bedroeg op 1 januari 2022 72,38 vierkante kilometer; de bevolkingsdichtheid was toen 20 inwoners per km². 
De gemeente ligt tussen de vlakte van Limagne en het Massif du Sancy. Het Lac Pavin is een kratermeer, ontstaan na een vulkaanuitbarsting 6.900 jaar geleden.

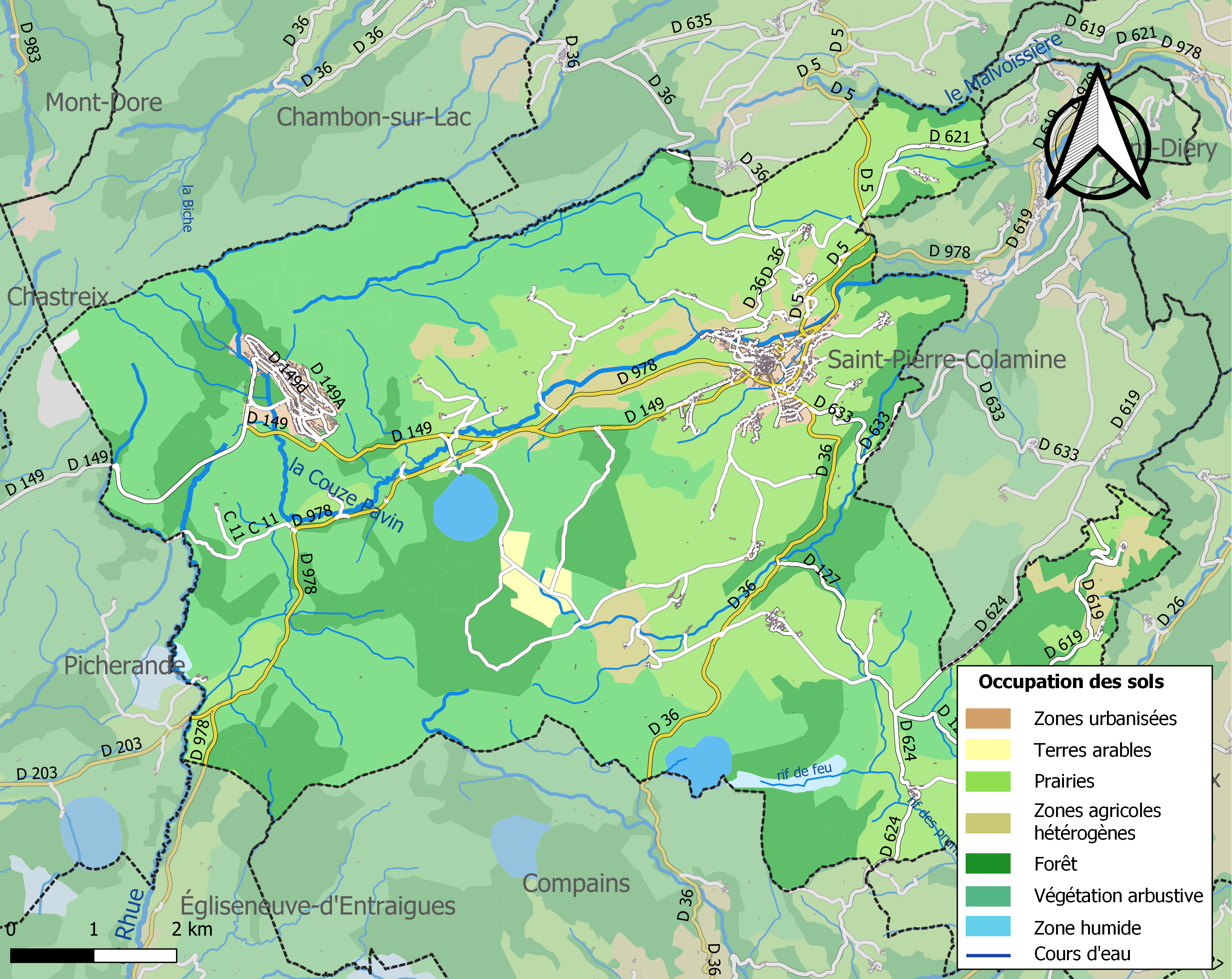
Kaart van de gemeente met belangrijkste infrastructuur, bodemgebruik en omliggende gemeenten

## Demografie
Onderstaande figuur toont het verloop van het inwonertal (bron: INSEE-tellingen).

## Afbeeldingen

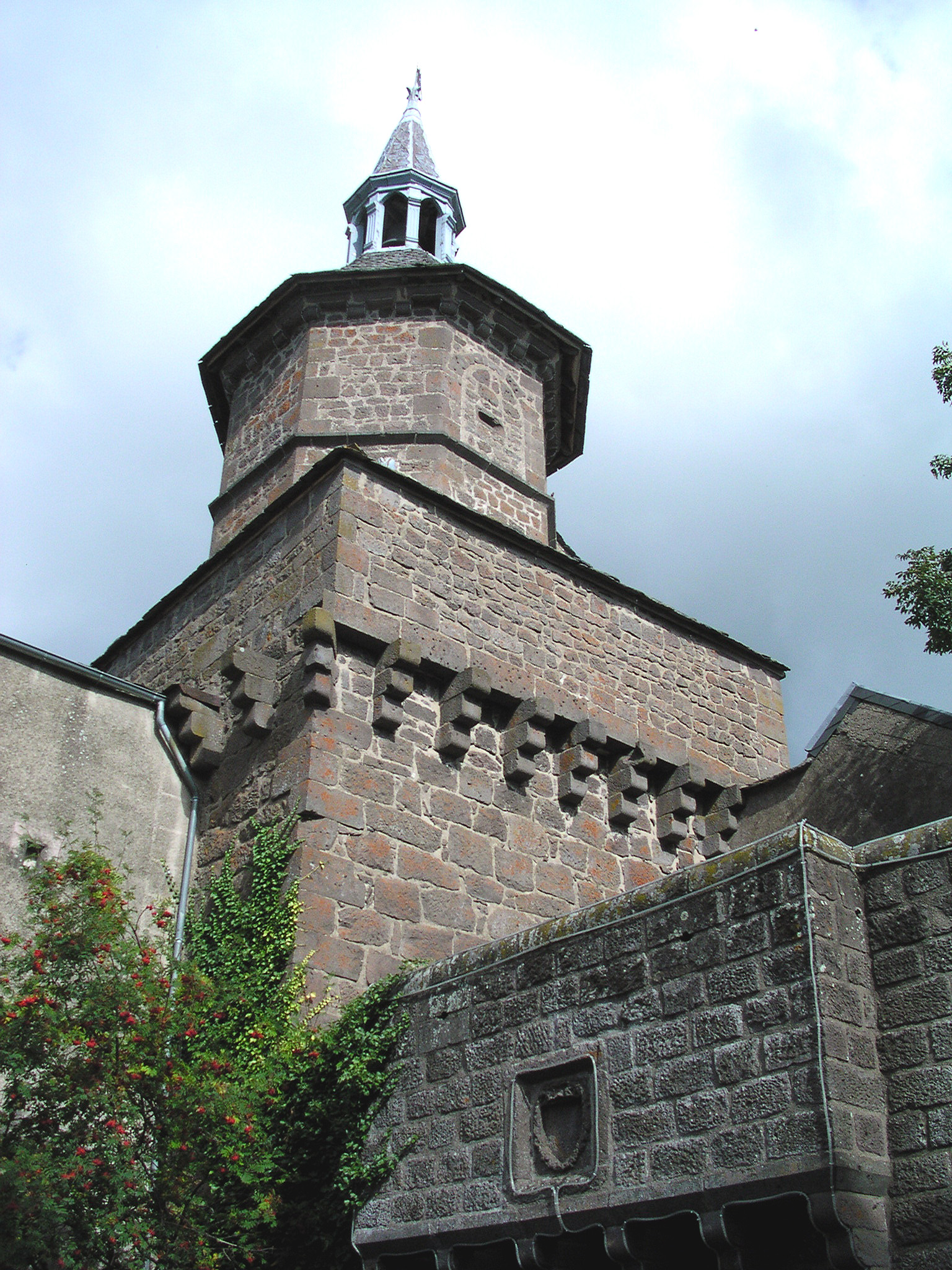
Belforttoren
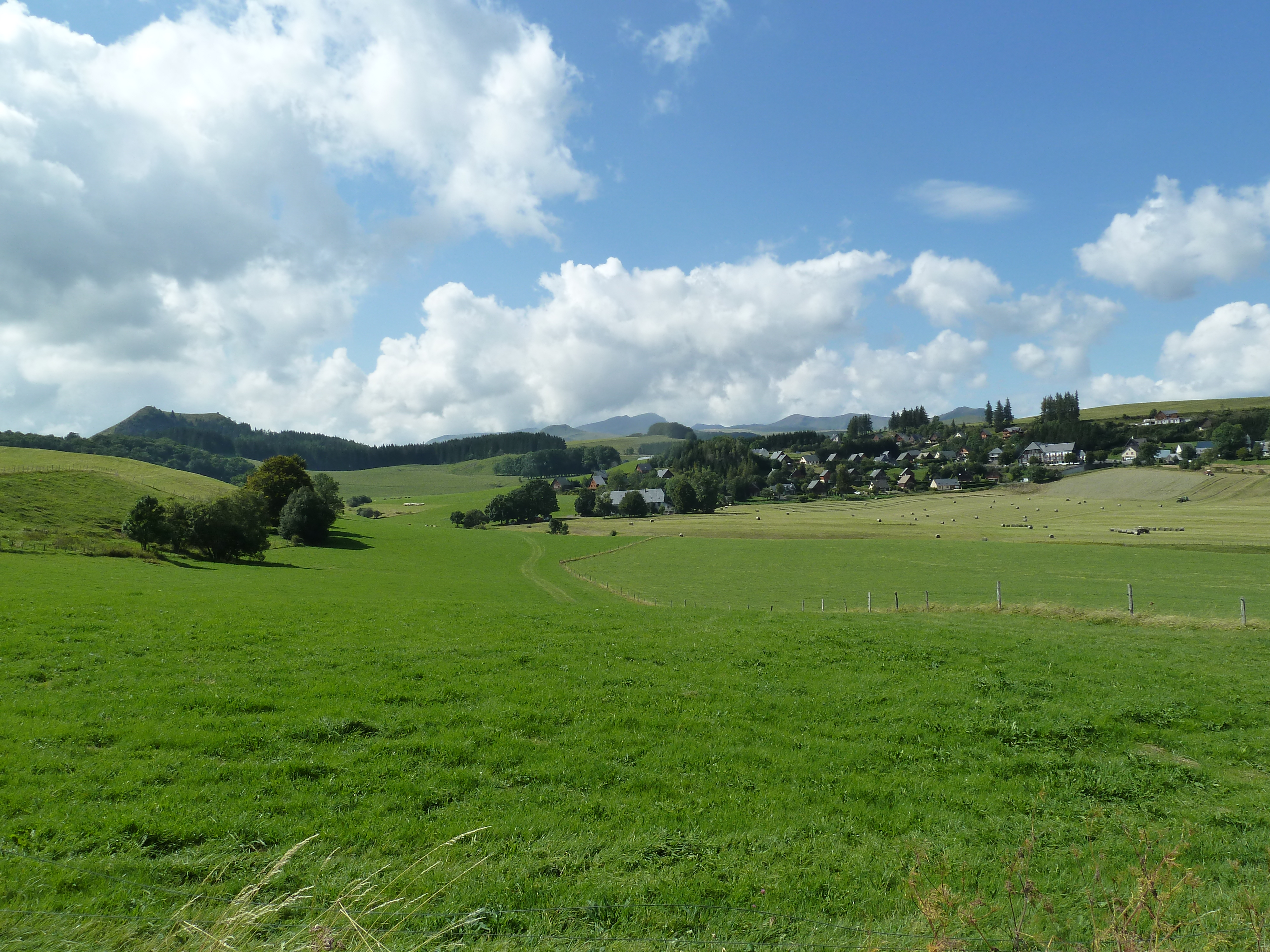
Gezicht op Besse-et-Saint-Anastaise
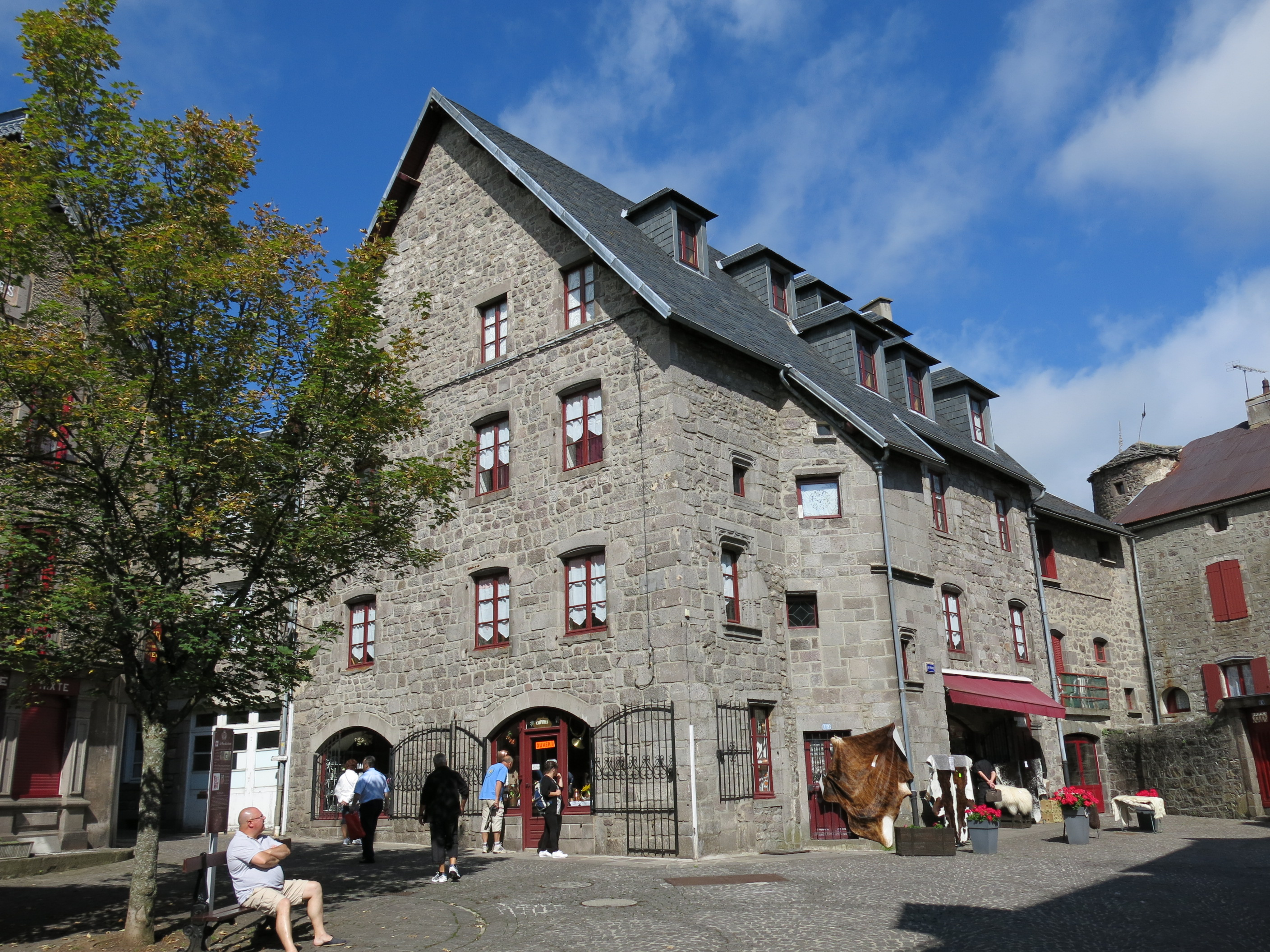
Place de la Gayme
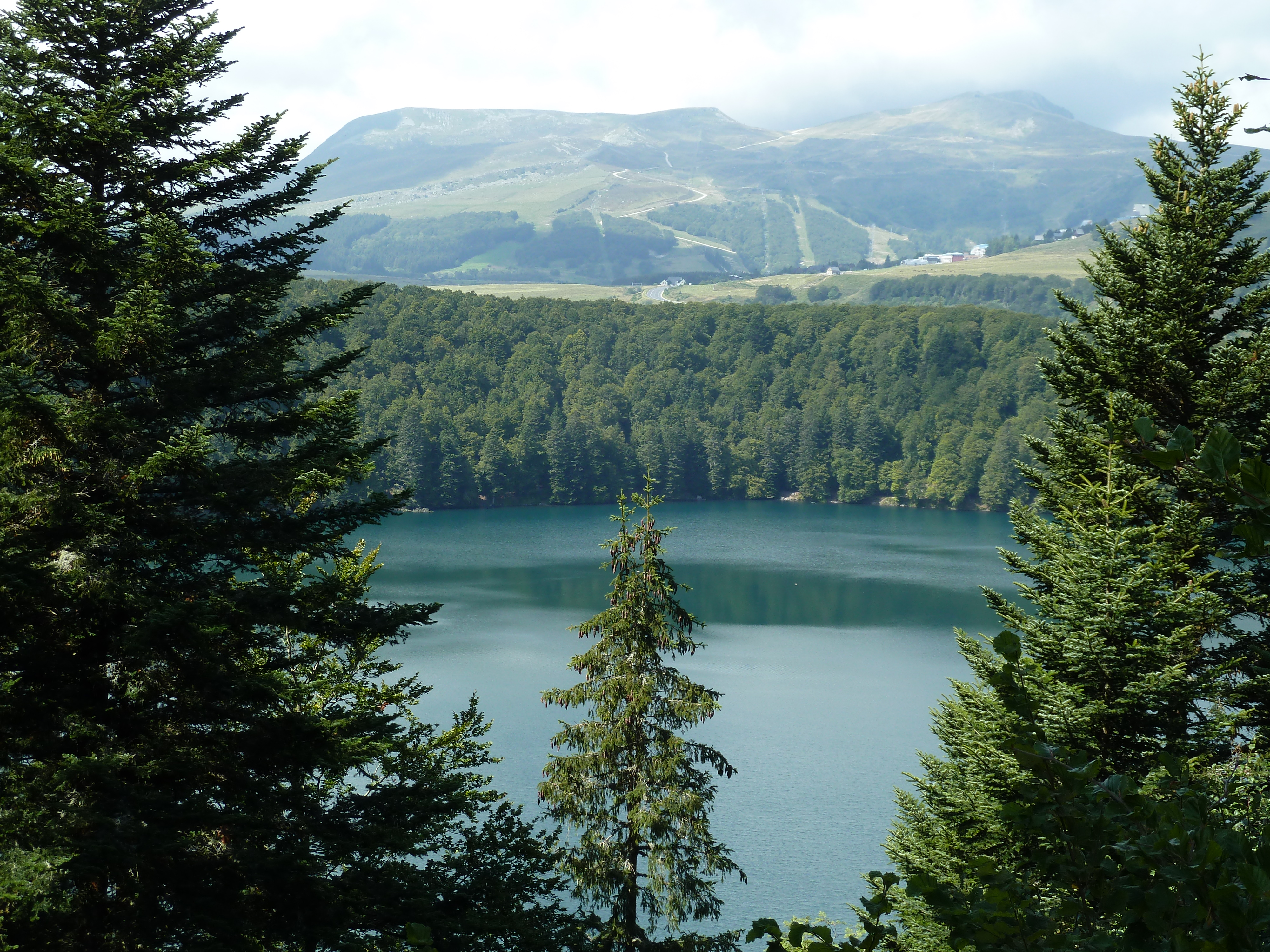
Lac Pavin